# Армудпадар
Армудпадар (азерб. Padar) — село в Хачмазском районе Республики Азербайджан, административный центр Армудупадарского муниципалитета.

## География
Расположено на Самур-Дивичинской равнине, в 6,6 км к юго-западу от города Хачмаз.

## История
Село было основано во времена правления иранской династии Сефевидов предположительно в XVI—XVII веке и получило название от огузского племени падар, известного своей воинственностью для несения службы по охране государства от разбойничьих нападений горцев.

## Население
По сведениям 1873 года, опубликованным в изданном в 1879 году под редакцией Н. К. Зейдлица «Сборнике сведений о Кавказе», казённая деревня Армуди-Падарь состояла из 20 дворов и 114 жителей, обозначенных как азербайджанцы-сунниты (в источнике «татары»-сунниты).
По сведениям Азербайджанской сельскохозяйственной переписи 1921 года селение Армуд-Падар Кубинского уезда имело 23 хозяйства и 98 жителей. Преобладающее население — азербайджанские тюрки (азербайджанцы).
Многонациональное село. Проживают: азербайджанцы, таты и др.
По данным на 2008 год в Армудпадар проживало 1154 жителей. Население занято зерноводством, садоводством, овощеводством. Имеются средняя школа, библиотека, медицинский пункт.

### Конфессиональный состав
Население села исповедует ислам.